# Nedodirljivi (2011.)
Nedodirljivi (fra. Intouchables) je francuska humoristična drama iz 2011. koju su napisali i režirali Olivier Nakache i Éric Toledano na temelju stvarnog događaja, nakon što su vidjeli dokumentarni film A la vie, à la mort u kojem se za bogatog invalidnog Parižanina Philippea Pozzo di Borgoa brinuo njegovatelj marokanskog podrijetla, Abdel Sellou. Radnja se odvija oko paraplegičara koji unajmi novog njegovatelja, senegalskog imigranta, koji mu neočekivano preokrene život sa svojim pozitivnom stavom. Glavne uloge tumače François Cluzet, Omar Sy i Audrey Fleurot. Nedodirljivi je neočekivano, usprkos ozbiljnoj temi, privukao publiku zahvaljujući veselom pristupu priči te je postao najkomercijalniji film godine u Francuskoj s preko 19 milijuna gledatelja. Kritike su uglavnom bile pozitivne, a film je nominiran i za nekoliko nagrada.

## Radnja
Philippe je imućni Parižanin prikovan za invalidska kolica, koji s pomoćnicom Magalie intervjuira osobe koje će biti njegovi njegovatelji. Usprkos nekoliko kvalificiranih, ali formalnih kandidata, Philippe izabere ležernog, mladog, ali iskrenog crnoputog imigranta senegalskog podrijetla, Drissa. Ovaj isprva nije osobito oduševljen poslom, no pošto je već dugo vremena nezaposlen, odluči pokušati, a zadivljen je Philippeovom raskošnom vilom. Međutim, svojim veselim šalama i pozitivnim pogledom na život, Driss polako probija red i počne se zbližavati sa svojim poslodavcem. Jedne noći, dok je Philippe imao mučninu od fantomske boli, Driss ga izvede van na piće i umiri marihuanom. Philippe mu ispriča kako je u kolicima od kad je doživio nesreću u paraglajdingu, a supruga mu umrla bez da su imali djece.
Driss mu odluči pomoći, isprva tako što uvede reda u ponašanje njegove usvojene i buntovne kćeri, Elise. Philippe se dopisuje sa ženom Eleanor, ali se boji spomenuti da je invalid. Kada spozna da Driss dolazi iz brojne obitelji, Philippe ga pušta jer ne želi da "gura kolica cijeli život". Driss pronalazi novi posao, no Philippe nije zadovoljan novim njegovateljima s kojima se ne može sporazumjeti, te pada u depresiju. Driss se međutim vrati te ga povede na šetnju, dotjera ga, te se smjeste u jednom restoranu. Tamo mu Driss prizna da mu je smjestio spoj s Eleanor. Ona se pojavi i napokon upozna Philippea. Dirnut, Philippe pogleda kroz prozor prema Drissu, koji mu se nasmiješi i mahne mu rukom.

## Glavne uloge
- François Cluzet - Philippe
- Omar Sy - Driss
- Audrey Fleurot - Magalie
- Clotilde Mollet - Marcelle
- Anne Le Ny - Yvonne
- Alba Gaïa Kraghede Bellugi - Elisa

## Odjek

### Komercijalni uspjeh
Nedodirljivi je 2011. postao drugi najkomercijalniji film u povijesti francuskih kina, odmah iza hit komedije Bienvenue chez les Ch'tis. U Francuskoj ga je vidjelo 19.440.000 gledatelja. I međunarodni uspjeh bio je vrlo velik, ta tragikomedija prodala je najviše kino ulaznica u Njemačkoj (8,6 milijuna), zatim u Španjolskoj (2,48 milijuna), Italiji (2,47 milijuna) te Južnoj Koreji (1,7 milijuna), čime je čak nadmašila prethodni uspješni francuski film, Jeunetov Amelie.

### Nagrade
Nedodirljivi je nominiran za nagradu BAFTA i Zlatni globus u kategoriji najboljeg stranog filma. Nominiran je i za devet nagrada César, među njima i za najbolji film, redatelja i scenarij, a osvojio je nagradu za najboljeg glavnog glumca (Omar Sy).

### Kritike
Recenzije su uglavnom bile pohvalne. Tom Long je filmu dao četvorku i zapisao: "Postoje neki dobri razlozi zašto je Nedodirljivi postao međunarodni hit. Zabavan je za gledati. Nudi nadu beznadnim ljudima. Prijelomna je uloga Omara Syja. Dodiruje probleme stvarnog svijeta kao što su imigracija i siromaštvo bez da nas ubija u pojam...Nedodirljivi su zapravo vrlo dirljivi."
Cameron Williams mu je dao peticu: "U nečijim drugim rukama, film je mogao biti sentimentalna katastrofa. Na sreću nije, a umjesto da bude film o etiketama, to je film o ljudima i o moći izlječenja prijateljstva". Tara Brady je dala četiri od pet zvjezdica: "Smještaj priče je urbana drama, ali ugođaj ostaje vedar. Nije suptilno. Nije inovativno. Ali garantira dobar humor, šale i pozitivno raspoloženje tijekom svoja dva sata trajanja". S druge strane, Roger Ebert je dao samo 2,5 od četiri zvjezdice, zamjerajući da posjeduje "element istine koji nikada ne priznaje" i da je tešku temu predstavio "odveć pojednostavljeno".

## Vanjske poveznice
- Intouchables na IMDb-u, pristupljeno 22. prosinca 2021.
- Intouchables na Rotten Tomatoes, pristupljeno 22. prosinca 2021.
- Intouchables na Metacritic, pristupljeno 22. prosinca 2021.
- Intouchables na AlloCiné (francuski), pristupljeno 22. prosinca 2021.
- Box-office Intouchables (francuski), pristupljeno 22. prosinca 2021.